# Danh sách cầu thủ tham dự giải vô địch bóng đá U-19 châu Âu 2012
Đây là danh sách đội hình các đội bóng tham dự Giải vô địch bóng đá U-19 châu Âu 2012.
Chỉ có các cầu thủ sinh trong hoặc sau ngày 1 tháng 1 năm 1993 mới được phép thi đấu.
Mỗi đội phải đăng ký danh sách 18 cầu thủ, hai trong số đó phải là thủ môn.
Tuổi, số trận và bàn thắng được tính đến khi giải đấu khởi tranh, 3 tháng 7 năm 2012.
Các cầu thủ in đậm từng thi đấu cho đội tuyển quốc gia.

## Bảng A

### Estonia
Huấn luyện viên: Arno Pijpers
Arno Pijpers công bố đội hình 18 người chính thức vào ngày 30 tháng 6 năm 2012.

| Số | VT | Cầu thủ            | Ngày sinh (tuổi)            | Trận | Bàn | Câu lạc bộ    |
| -- | -- | ------------------ | --------------------------- | ---- | --- | ------------- |
| 1  | TM | Vadim Gurnik       | 25 tháng 4, 1993 (19 tuổi)  | 8    | 0   | Flora         |
| 2  | HV | Johannes Kukebal   | 19 tháng 7, 1993 (18 tuổi)  | 12   | 0   | Kalev Tallinn |
| 3  | HV | Kevin Ingermann    | 6 tháng 7, 1993 (18 tuổi)   | 14   | 0   | Levadia       |
| 4  | HV | Karol Mets         | 16 tháng 5, 1993 (19 tuổi)  | 28   | 0   | Flora         |
| 5  | HV | Artur Pikk         | 5 tháng 3, 1993 (19 tuổi)   | 11   | 0   | Levadia       |
| 6  | TV | Bert Klemmer       | 15 tháng 10, 1993 (18 tuổi) | 22   | 0   | Viljandi      |
| 7  | TĐ | Hannes Anier       | 16 tháng 1, 1993 (19 tuổi)  | 10   | 4   | OB            |
| 8  | TV | Andreas Raudsepp   | 13 tháng 12, 1993 (18 tuổi) | 25   | 0   | Levadia       |
| 9  | TĐ | Artur Rättel       | 8 tháng 2, 1993 (19 tuổi)   | 17   | 3   | Levadia       |
| 10 | TV | Brent Lepistu      | 26 tháng 3, 1993 (19 tuổi)  | 9    | 0   | Flora         |
| 11 | TV | Karl-Eerik Luigend | 15 tháng 1, 1993 (19 tuổi)  | 28   | 2   | Flora         |
| 12 | TM | Riido Reiman       | 19 tháng 2, 1994 (18 tuổi)  | 4    | 0   | Sörve         |
| 14 | HV | Martin Kase        | 2 tháng 9, 1993 (18 tuổi)   | 5    | 1   | Kalev Tallinn |
| 15 | HV | Märten Pajunurm    | 29 tháng 4, 1993 (19 tuổi)  | 10   | 0   | Kuressaare    |
| 16 | HV | Mikk Metsa         | 19 tháng 3, 1993 (19 tuổi)  | 13   | 0   | Viljandi      |
| 17 | TĐ | Juri Gavrilov      | 11 tháng 5, 1993 (19 tuổi)  | 10   | 1   | Flora         |
| 18 | TV | Martin Ustaal      | 6 tháng 2, 1993 (19 tuổi)   | 22   | 0   | Levadia       |
| 20 | TV | Nikita Martõnov    | 4 tháng 9, 1993 (18 tuổi)   | 7    | 0   | Levadia       |

### Hy Lạp
Huấn luyện viên: Kostas Tsanas
Kostas Tsanas công bố đội hình 18 người chính thức vào ngày 21 tháng 6 năm 2012.
| Số | VT | Cầu thủ                   | Ngày sinh (tuổi)            | Trận | Bàn | Câu lạc bộ       |
| -- | -- | ------------------------- | --------------------------- | ---- | --- | ---------------- |
| 1  | TM | Stefanos Kapino           | 18 tháng 3, 1994 (18 tuổi)  |      |     | Panathinaikos    |
| 2  | HV | Nikos Marinakis           | 12 tháng 9, 1993 (18 tuổi)  |      |     | Panathinaikos    |
| 3  | HV | Kostas Stafylidis         | 2 tháng 12, 1993 (18 tuổi)  |      |     | PAOK             |
| 4  | HV | Mavroudis Bougaidis       | 1 tháng 6, 1993 (19 tuổi)   |      |     | AEK Athens       |
| 5  | HV | Kostas Triantafyllopoulos | 3 tháng 4, 1993 (19 tuổi)   |      |     | Panathinaikos    |
| 6  | TV | Panagiotis Ballas         | 6 tháng 9, 1993 (18 tuổi)   |      |     | Atromitos        |
| 7  | TV | Charalampos Mavrias       | 21 tháng 2, 1994 (18 tuổi)  |      |     | Panathinaikos    |
| 8  | TV | Spyros Fourlanos          | 19 tháng 11, 1993 (18 tuổi) |      |     | Panathinaikos    |
| 9  | TĐ | Dimitris Diamantakos      | 5 tháng 3, 1993 (19 tuổi)   |      |     | Olympiacos       |
| 10 | TV | Giorgos Katidis           | 12 tháng 2, 1993 (19 tuổi)  |      |     | Aris             |
| 11 | TĐ | Giannis Gianniotas        | 4 tháng 5, 1993 (19 tuổi)   |      |     | Aris             |
| 12 | TM | Sokratis Dioudis          | 3 tháng 2, 1993 (19 tuổi)   |      |     | Aris             |
| 13 | TV | Konstantinos Rougalas     | 13 tháng 10, 1993 (18 tuổi) |      |     | Olympiacos       |
| 14 | HV | Charis Lykogiannis        | 22 tháng 10, 1993 (18 tuổi) |      |     | Olympiacos       |
| 15 | TV | Dimitris Kourbelis        | 2 tháng 11, 1993 (18 tuổi)  |      |     | Asteras Tripolis |
| 16 | TV | Vasilis Bouzas            | 30 tháng 6, 1993 (19 tuổi)  |      |     | Panionios        |
| 17 | TĐ | Anastasios Bakasetas      | 28 tháng 6, 1993 (19 tuổi)  |      |     | Asteras Tripolis |
| 18 | TV | Andreas Bouchalakis       | 5 tháng 4, 1993 (19 tuổi)   |      |     | Ergotelis        |

### Bồ Đào Nha
Huấn luyện viên: Edgar Borges
Edgar Borges công bố đội hình 18 người chính thức vào ngày 11 tháng 6 năm 2012. Ngày 17 tháng 6, André Teixeira thay cho Edgar sau khi anh bị gãy xương ở chân trái.
| Số | VT | Cầu thủ        | Ngày sinh (tuổi)            | Trận | Bàn | Câu lạc bộ      |
| -- | -- | -------------- | --------------------------- | ---- | --- | --------------- |
| 1  | TM | Rafael Veloso  | 3 tháng 11, 1993 (18 tuổi)  | 11   | 0   | Sporting CP     |
| 2  | HV | Pedro Almeida  | 5 tháng 4, 1993 (19 tuổi)   | 9    | 0   | União de Leiria |
| 3  | HV | Tiago Ferreira | 10 tháng 7, 1993 (18 tuổi)  | 15   | 2   | Porto           |
| 4  | HV | Tiago Ilori    | 26 tháng 2, 1993 (19 tuổi)  | 12   | 1   | Sporting CP     |
| 5  | HV | Daniel Martins | 23 tháng 6, 1993 (19 tuổi)  | 14   | 0   | Benfica         |
| 6  | TV | Agostinho Cá   | 24 tháng 7, 1993 (18 tuổi)  | 19   | 2   | Sporting CP     |
| 7  | TĐ | Bruma          | 24 tháng 10, 1994 (17 tuổi) | 24   | 4   | Sporting CP     |
| 8  | TV | João Mário     | 19 tháng 1, 1993 (19 tuổi)  | 14   | 1   | Sporting CP     |
| 9  | TĐ | Betinho        | 21 tháng 7, 1993 (18 tuổi)  | 17   | 12  | Sporting CP     |
| 10 | HV | Ricardo Esgaio | 16 tháng 5, 1993 (19 tuổi)  | 26   | 5   | Sporting CP     |
| 11 | TĐ | Ivan Cavaleiro | 18 tháng 10, 1993 (18 tuổi) | 19   | 5   | Benfica         |
| 12 | TM | Bruno Varela   | 4 tháng 11, 1994 (17 tuổi)  | 1    | 0   | Benfica         |
| 13 | HV | João Cancelo   | 27 tháng 5, 1994 (18 tuổi)  | 8    | 0   | Benfica         |
| 14 | HV | André Teixeira | 14 tháng 8, 1993 (18 tuổi)  | 9    | 0   | Porto           |
| 15 | TV | André Gomes    | 30 tháng 7, 1993 (18 tuổi)  | 6    | 1   | Benfica         |
| 16 | TV | Ricardo Alves  | 25 tháng 3, 1993 (19 tuổi)  | 11   | 3   | Porto           |
| 17 | TV | Tozé           | 14 tháng 1, 1993 (19 tuổi)  | 14   | 4   | Porto           |
| 18 | TĐ | Cafú           | 26 tháng 2, 1993 (19 tuổi)  | 12   | 5   | Benfica         |

### Tây Ban Nha
Huấn luyện viên: Julen Lopetegui
Julen Lopetegui công bố đội hình 18 người chính thức vào ngày 28 tháng 6 năm 2012.
| Số | VT | Cầu thủ           | Ngày sinh (tuổi)            | Trận | Bàn | Câu lạc bộ          |
| -- | -- | ----------------- | --------------------------- | ---- | --- | ------------------- |
| 1  | TM | Kepa Arrizabalaga | 3 tháng 10, 1994 (17 tuổi)  | 2    | 0   | Athletic Bilbao     |
| 2  | HV | Javier Manquillo  | 5 tháng 5, 1994 (18 tuổi)   | 2    | 0   | Atlético Madrid     |
| 3  | HV | Álex Grimaldo     | 20 tháng 9, 1995 (16 tuổi)  | 2    | 0   | Barcelona           |
| 4  | TV | Jonás Ramalho     | 10 tháng 6, 1993 (19 tuổi)  | 7    | 0   | Athletic Bilbao     |
| 5  | HV | Derik             | 21 tháng 2, 1993 (19 tuổi)  | 4    | 0   | Real Madrid         |
| 6  | TV | José Campaña      | 31 tháng 5, 1993 (19 tuổi)  | 9    | 1   | Sevilla             |
| 7  | TĐ | Juanmi (captain)  | 20 tháng 5, 1993 (19 tuổi)  | 15   | 8   | Málaga              |
| 8  | TĐ | Suso              | 19 tháng 11, 1993 (18 tuổi) | 4    | 1   | Liverpool           |
| 9  | TĐ | Paco Alcácer      | 30 tháng 8, 1993 (18 tuổi)  | 12   | 5   | Valencia            |
| 10 | TĐ | Jesé              | 26 tháng 2, 1993 (19 tuổi)  | 7    | 1   | Real Madrid         |
| 11 | TV | Juan Bernat       | 1 tháng 3, 1993 (19 tuổi)   | 3    | 0   | Valencia            |
| 12 | HV | Jonny Castro      | 3 tháng 3, 1994 (18 tuổi)   | 4    | 0   | Celta Vigo          |
| 13 | TM | Adrián Ortolá     | 20 tháng 8, 1993 (18 tuổi)  | 3    | 0   | Villarreal          |
| 14 | HV | Pablo Insúa       | 9 tháng 9, 1993 (18 tuổi)   | 4    | 0   | Deportivo La Coruña |
| 15 | TV | Saúl Ñíguez       | 21 tháng 11, 1994 (17 tuổi) | 6    | 0   | Atlético Madrid     |
| 16 | TV | Óliver Torres     | 10 tháng 11, 1994 (17 tuổi) | 5    | 0   | Atlético Madrid     |
| 17 | TĐ | Gerard Deulofeu   | 13 tháng 3, 1994 (18 tuổi)  | 14   | 3   | Barcelona           |
| 18 | TV | Denis Suárez      | 6 tháng 1, 1994 (18 tuổi)   | 4    | 2   | Manchester City     |
| 19 | HV | Salva Ruiz1       | 17 tháng 5, 1995 (17 tuổi)  | 0    | 0   | Valencia            |
| 20 | TV | Nono2             | 30 tháng 3, 1993 (19 tuổi)  | 6    | 0   | Betis               |

1. ^ Salva Ruiz được triệu tập thi đấu vì chấn thương của Javier Manquillo.
2. ^ Nono được triệu tập thi đấu vì chấn thương của Saúl.

## Bảng B

### Croatia
Huấn luyện viên: Dinko Jeličić
| Số | VT | Cầu thủ             | Ngày sinh (tuổi)            | Trận | Bàn | Câu lạc bộ      |
| -- | -- | ------------------- | --------------------------- | ---- | --- | --------------- |
| 1  | TM | Oliver Zelenika     | 14 tháng 3, 1993 (19 tuổi)  | 7    | 0   | Dinamo Zagreb   |
| 2  | HV | Toni Gorupec        | 4 tháng 7, 1993 (18 tuổi)   | 20   | 0   | Radnik Sesvete  |
| 3  | TV | Ivan Aleksić        | 6 tháng 3, 1993 (19 tuổi)   | 11   | 0   | Osijek          |
| 4  | TV | Filip Mrzljak (c)   | 16 tháng 4, 1993 (19 tuổi)  | 14   | 0   | Lokomotiva      |
| 5  | HV | Matej Mitrović      | 4 tháng 2, 1993 (19 tuổi)   | 5    | 1   | Cibalia         |
| 6  | HV | Josip Čalušić       | 11 tháng 10, 1993 (18 tuổi) | 13   | 0   | Radnik Sesvete  |
| 7  | TV | Marko Pajač         | 11 tháng 5, 1993 (19 tuổi)  | 10   | 4   | Lokomotiva      |
| 8  | TV | Ivan Močinić        | 30 tháng 4, 1993 (19 tuổi)  | 8    | 0   | Rijeka          |
| 9  | TV | Marko Dugandžić     | 7 tháng 4, 1994 (18 tuổi)   | 4    | 5   | Osijek          |
| 10 | HV | Domagoj Pavičić     | 9 tháng 3, 1994 (18 tuổi)   | 2    | 0   | Dinamo Zagreb   |
| 11 | TĐ | Dejan Čabraja       | 22 tháng 8, 1993 (18 tuổi)  | 0    | 0   | Dinamo Zagreb   |
| 12 | TM | Simon Sluga         | 17 tháng 3, 1993 (19 tuổi)  | 6    | 0   | Rijeka          |
| 13 | HV | Toni Datković       | 6 tháng 11, 1993 (18 tuổi)  | 2    | 0   | Rijeka          |
| 14 | TĐ | Mato Miloš          | 30 tháng 6, 1993 (19 tuổi)  | 5    | 0   | Rijeka          |
| 15 | TĐ | Danijel Miškić      | 11 tháng 10, 1993 (18 tuổi) | 10   | 1   | Radnik Sesvete  |
| 16 | TV | Hrvoje Miličević    | 30 tháng 4, 1993 (19 tuổi)  | 5    | 0   | Zrinjski Mostar |
| 17 | TV | Antonio-Mirko Čolak | 17 tháng 9, 1993 (18 tuổi)  | 11   | 6   | 1. FC Nürnberg  |
| 18 | TĐ | Mihael Pongračić    | 24 tháng 8, 1993 (18 tuổi)  | 0    | 0   | Osijek          |
| 21 | TM | Marko Malenica1     | 8 tháng 2, 1994 (18 tuổi)   | 2    | 0   | Osijek          |

1. ^ Marko Malenica được triệu tập thi đấu vì chấn thương dây chằng gối của Oliver Zelenika trong lúc tập luyện.

### Anh
Huấn luyện viên: Noel Blake
Noel Blake công bố đội hình 18 người chính thức vào ngày 20 tháng 6 năm 2012. Tom Thorpe là đội trưởng của đội bóng trong giải đấu này.
| Số | VT | Cầu thủ                 | Ngày sinh (tuổi)            | Trận | Bàn | Câu lạc bộ           |
| -- | -- | ----------------------- | --------------------------- | ---- | --- | -------------------- |
| 1  | TM | Sam Johnstone           | 25 tháng 3, 1993 (19 tuổi)  | 9    | 0   | Manchester United    |
| 2  | HV | Eric Dier               | 15 tháng 1, 1994 (18 tuổi)  | 3    | 0   | Sporting CP          |
| 3  | HV | Jack Robinson           | 1 tháng 9, 1993 (18 tuổi)   | 8    | 1   | Liverpool            |
| 4  | TV | Conor Coady             | 25 tháng 2, 1993 (19 tuổi)  | 9    | 0   | Liverpool            |
| 5  | HV | Michael Keane           | 11 tháng 1, 1993 (19 tuổi)  | 3    | 0   | Manchester United    |
| 6  | HV | Tom Thorpe (đội trưởng) | 13 tháng 1, 1993 (19 tuổi)  | 5    | 1   | Manchester United    |
| 7  | TV | Ross Barkley            | 5 tháng 12, 1993 (18 tuổi)  | 9    | 0   | Everton              |
| 8  | TV | Nathaniel Chalobah      | 12 tháng 12, 1994 (17 tuổi) | 8    | 1   | Chelsea              |
| 9  | TĐ | Saido Berahino          | 4 tháng 8, 1993 (18 tuổi)   | 8    | 3   | West Bromwich Albion |
| 10 | TV | Harry Kane              | 28 tháng 7, 1993 (18 tuổi)  | 11   | 5   | Tottenham Hotspur    |
| 11 | TV | Nathan Redmond          | 6 tháng 3, 1994 (18 tuổi)   | 1    | 0   | Birmingham City      |
| 12 | TĐ | Robert Hall             | 20 tháng 10, 1993 (18 tuổi) | 1    | 1   | West Ham United      |
| 13 | TM | Connor Ripley           | 13 tháng 2, 1993 (19 tuổi)  | 4    | 0   | Middlesbrough        |
| 14 | TV | George Thorne           | 4 tháng 1, 1993 (19 tuổi)   | 16   | 1   | West Bromwich Albion |
| 15 | TĐ | Hallam Hope             | 17 tháng 3, 1994 (18 tuổi)  | 0    | 0   | Everton              |
| 16 | HV | Luke Garbutt            | 21 tháng 5, 1993 (19 tuổi)  | 3    | 0   | Everton              |
| 17 | TĐ | Benik Afobe             | 12 tháng 2, 1993 (19 tuổi)  | 7    | 5   | Arsenal              |
| 18 | TV | John Lundstram          | 18 tháng 2, 1994 (18 tuổi)  | 2    | 0   | Everton              |

### Pháp
Huấn luyện viên: Pierre Mankowski
| Số | VT | Cầu thủ                  | Ngày sinh (tuổi)            | Trận | Bàn | Câu lạc bộ          |
| -- | -- | ------------------------ | --------------------------- | ---- | --- | ------------------- |
| 1  | TM | Alphonse Areola          | 16 tháng 4, 1993 (19 tuổi)  | 5    | 0   | Paris Saint-Germain |
| 2  | HV | Dimitri Foulquier        | 23 tháng 3, 1993 (19 tuổi)  | 6    | 0   | Rennes              |
| 3  | HV | Jérôme Phojo             | 15 tháng 4, 1993 (19 tuổi)  | 7    | 0   | Monaco              |
| 4  | HV | Richard-Quentin Samnick  | 23 tháng 1, 1993 (19 tuổi)  | 1    | 0   | Paris Saint-Germain |
| 5  | HV | Samuel Umtiti            | 13 tháng 11, 1993 (18 tuổi) | 9    | 0   | Lyon                |
| 6  | TV | Paul Pogba (đội trưởng)  | 15 tháng 3, 1993 (19 tuổi)  | 9    | 2   | Juventus            |
| 7  | TV | El-Hadji Ba              | 5 tháng 3, 1993 (19 tuổi)   | 5    | 0   | Le Havre            |
| 8  | TV | Geoffrey Kondogbia       | 15 tháng 2, 1993 (19 tuổi)  | 8    | 1   | Lens                |
| 9  | TĐ | Thibaut Vion             | 11 tháng 12, 1993 (18 tuổi) | 8    | 2   | Porto               |
| 10 | TV | Axel Ngando              | 13 tháng 7, 1993 (18 tuổi)  | 11   | 1   | Rennes              |
| 11 | TĐ | Jean-Christophe Bahebeck | 1 tháng 5, 1993 (19 tuổi)   | 8    | 5   | Paris Saint-Germain |
| 12 | HV | Lucas Digne              | 20 tháng 7, 1993 (18 tuổi)  | 9    | 1   | Lille               |
| 13 | HV | Vincent Di Stefano       | 4 tháng 3, 1993 (19 tuổi)   | 5    | 0   | Montpellier         |
| 14 | TĐ | Alassane Pléa            | 10 tháng 3, 1993 (19 tuổi)  | 11   | 2   | Lyon                |
| 15 | TĐ | Alexy Bosetti            | 23 tháng 4, 1993 (19 tuổi)  | 3    | 3   | Nice                |
| 16 | TM | Jonathan Millieras       | 19 tháng 5, 1993 (19 tuổi)  | 6    | 0   | Châteauroux         |
| 17 | TV | Jordan Veretout          | 1 tháng 3, 1993 (19 tuổi)   | 8    | 0   | Nantes              |
| 18 | TV | Kévin Mayi               | 14 tháng 1, 1993 (19 tuổi)  | 1    | 0   | Saint-Étienne       |

### Serbia
Huấn luyện viên: Zoran Marić
.

| Số | VT | Cầu thủ             | Ngày sinh (tuổi)            | Trận | Bàn | Câu lạc bộ          |
| -- | -- | ------------------- | --------------------------- | ---- | --- | ------------------- |
| 1  | TM | Filip Pajović       | 30 tháng 7, 1993 (18 tuổi)  | 5    | 0   | Videoton            |
| 2  | HV | Filip Stojković     | 22 tháng 1, 1993 (19 tuổi)  | 4    | 0   | Red Star            |
| 3  | TV | Ivan Petrović       | 3 tháng 7, 1993 (19 tuổi)   | 3    | 0   | Radnički Kragujevac |
| 4  | TV | Srđan Mijailović    | 10 tháng 11, 1993 (18 tuổi) | 4    | 0   | Red Star            |
| 5  | HV | Uroš Spajić         | 13 tháng 2, 1993 (19 tuổi)  | 4    | 0   | Red Star            |
| 6  | HV | Lazar Rosić         | 29 tháng 6, 1993 (19 tuổi)  | 0    | 0   | Radnički Kragujevac |
| 7  | TĐ | Stefan Dimić        | 1 tháng 5, 1993 (19 tuổi)   | 5    | 0   | Rad                 |
| 8  | HV | Marko Poletanović   | 20 tháng 7, 1993 (18 tuổi)  | 5    | 0   | Vojvodina           |
| 9  | TV | Uroš Đurđević       | 2 tháng 3, 1994 (18 tuổi)   | 2    | 0   | Rad                 |
| 10 | TĐ | Marko Pavlovski     | 7 tháng 2, 1994 (18 tuổi)   | 3    | 0   | OFK Beograd         |
| 11 | HV | Nikola Ninković     | 19 tháng 12, 1994 (17 tuổi) | 2    | 1   | Partizan            |
| 12 | TM | Miroslav Grujičić   | 17 tháng 6, 1994 (18 tuổi)  | 0    | 0   | BSK Borča           |
| 13 | HV | Boris Varga         | 14 tháng 8, 1993 (18 tuổi)  | 0    | 0   | Hajduk Kula         |
| 14 | TĐ | Aleksandar Mitrović | 16 tháng 9, 1994 (17 tuổi)  | 5    | 2   | Partizan            |
| 15 | HV | Nemanja Radoja      | 6 tháng 2, 1993 (19 tuổi)   | 5    | 0   | Vojvodina           |
| 16 | TV | Saša Ivković        | 13 tháng 5, 1993 (19 tuổi)  | 4    | 0   | Teleoptik           |
| 17 | TĐ | Aleksandar Čavrić   | 18 tháng 5, 1994 (18 tuổi)  | 5    | 0   | OFK Beograd         |
| 18 | TV | Đorđe Radovanović   | 6 tháng 5, 1993 (19 tuổi)   | 2    | 0   | Nacional            |

## Đại diện cầu thủ

### Theo câu lạc bộ
| Số cầu thủ | Câu lạc bộ |
| ---------- | --- |
| 8          | Sporting CP |
| 6          | Benfica |
| 5          | Flora, Levadia, Panathinaikos, Porto |
| 4          | Everton, Rijeka |
| 3          | Aris, Atlético Madrid, Dinamo Zagreb, Liverpool, Olympiacos, Osijek, Paris Saint-Germain, Manchester United, Red Star, Radnik Sesvete |
| 2          | Asteras Tripolis, Athletic Bilbao, Barcelona, OFK Beograd, Kalev Tallinn, Lokomotiva, Lyon, Partizan, Rad, Radnički Kragujevac, Real Madrid, Rennes, Valencia, Viljandi, Vojvodina, West Bromwich Albion |
| 1          | AEK Athens, Arsenal, Atromitos, Birmingham City, Borča, Celta Vigo, Châteauroux, Chelsea, Cibalia, Deportivo La Coruña, Ergotelis, Hajduk Kula, Kuressaare, Le Havre, União de Leiria, Lens, Lille, Málaga, Manchester City, Middlesbrough, Monaco, Montpellier, Nacional, 1. FC Nürnberg, Nantes, Nice, OB, Panionios, PAOK, Saint-Étienne, Sevilla, Sörve, Tammeka, Teleoptik Tottenham Hotspur, Videoton, Villareal, West Ham United, Zrinjski Mostar |

### Theo quốc tịch câu lạc bộ
| Số cầu thủ | Câu lạc bộ                                      |
| ---------- | ----------------------------------------------- |
| 21         | Bồ Đào Nha                                      |
| 19         | Anh                                             |
| 18         | Hi Lạp                                          |
| 17         | Estonia                                         |
| 16         | Croatia, Pháp, Serbia, Tây Ban Nha              |
| 1          | Bosna và Hercegovina, Đan Mạch, Đức, Hungary, Ý |

Quốc gia in nghiêng có đại diện đội tuyển quốc gia tham dự vòng chung kết.